# The Sorcerer's Cave
The Sorcerer's Cave är ett äventyrs/sällskapspel skapat av Terence Donnelly 1978. Spelet består av en uppsättning kort föreställande underjordiska gångar, vilka man lägger ut på ett stort golv eller bord och successivt utforskar grottan. Under spelets gång träffar man både vänner och fiender och hittar skatter. Eftersom spelet är helt slumpmässigt upplagt så blir varje spelomgång helt unik. Man kan utforska tills spelkorten är helt slut, eller om man har otur så kommer inte ens längre ned i grottan än ingången.
Det gjordes även ett extrapaket med fler figurer och fler grottkort, under namnet "The sorcerer's cave extension".